# یک شب در مک‌کول
یک شب در مک‌کول (به انگلیسی: One Night at McCool's) فیلمی محصول سال ۲۰۰۱ و به کارگردانی هارالد زوارت است. در این فیلم بازیگرانی همچون لیو تایلر، مت دیلون، پل رایزر، جان گودمن، مایکل داگلاس، اندرو دایس کلی، ریبا مک‌اینتایر، ریچارد جنکینز، لئو روسی، آندره‌آ بندوالد، سندی مارتین و هلن هانت ایفای نقش کرده‌اند.